# رباب رضا
رباب رضا (به انگلیسی: Rubab Raza) زادهٔ ۱۵ ژانویهٔ ۱۹۹۱ میلادی شناگر زن اهل کشور پاکستان است.